# Селянщина
Селянщина — село в Україні, у Житомирському районі Житомирської області, входить до складу Черняхівської селищної громади. До 2020 року — центр сільської Ради, якій були підпорядковані села Славів та Вишневе (колись с. Торчин).

## Історія
Вперше згадується в письмових джерелах 7 травня 1610 року.
У ХІХ ст. належало Волощенковій Марії, яка володіла вісьмома маєтками, тисячами гектарів землі, в тому числі і всією землею нинішнього села Селянщина. У «Викупному акті» від 12 жовтня 1866 року буквально сказано: «…имение находится в 8 местностях, осталось владельчице от отца в 1824 году…». В цьому ж акті сказано, що в Селянщині нараховувалось: «ревизских душ — 77, в тому числі крестьян — 77, дворов — 30, тяглых — 30, дворовых получающих наделов — нет».
Селяни села Селянщина повинні були викупити в поміщиці «…усадебной 33 десятины 328 саженей, полевой – 504 десятины 350 саженей, всего продавалось 537 десятин 678 саженей. Стоимость выкупной земли 399 рублей 41 копейка»
Історію походження назви села не встановлено, але відомо, що воно вже існує понад чотири століття. В письмових джерелах в 1888 р. вказується, що в Селянщині, на кладовищі на місці старої греко-католицької церкви в ім'я святого Дмитрія був побудований молитовний дім місцевою поміщицею Волощенковою. Дотепер приміщення не збереглося.
1919 р. село захопили більшовики й воно увійшло в склад УРСР. В 1920 році в селі було створено комітет незаможних селян (комнезам), активними членами якого були: Мусій Кириченко, Клим Головченко, Гнат Головченко.
Напередодні Німецько-радянської війни оплата на трудодень склала 4 кг хліба та 2 карбованців грішми.
У грудні 1943 року село було звільнено від нацистів. Почалась відбудова народного господарства.
180 жителів брали участь у Німецько-радянській війні, з них 105 загинуло, 86 нагороджено бойовими орденами та медалями. Після війни колгоспи Селянщини були об'єднані в один колгосп, який до 1965 р. очолював М. О. Фант.
У селі працювала і працює середня школа, де 23 вчителі навчають понад 100 дітей, Будинок культури на 300 місць, бібліотека, ФАП, поштове відділення, два магазини.
В центрі села похоронено учасників десанту капітана Творогова, що загинули в бою з нацистами в 1942 році в селі Торчин. На їхній могилі поставлено пам'ятник. Крім цього височіє пам'ятник на братській могилі воїнам — визволителям села.